# Springville (Nowy Jork)
Springville – wieś w Stanach Zjednoczonych, w stanie Nowy Jork, w hrabstwie Erie.